# Абилев, Вели Муратович
Вели́ Мура́тович Аби́лев (Абилов, Габилев, Габилов; крымскотат. Veli Murat oğlu Abilev, Вели Мурат огълу Абилев; 1898, Симферопольский уезд, Таврическая губерния — 1945) — крымскотатарский писатель, педагог, публицист и журналист. Директор татарского педагогического техникума (1925—1925). Директор Крымского института специальных культур имени М. И. Калинина (1933—1934). Член ВКП(б). Провёл в лагерях семь лет. Посмертно реабилитирован в 1957 году.

## Биография
Родился в 1898 году на территории Симферопольского уезда в семье крестьян.
Начальное образование получил в деревенской школе, где его учителем был Абдулла Лятиф-заде. С 1914 по 1919 год учительствовал в деревнях Мурзабек и Баим Евпаторийского уезда.
В 1920 году стал председателем сельревкома в Мурзабеке. С 1921 по 1923 году учился в Москве в Коммунистическом университете трудящихся Востока имени И. В. Сталина. Вернувшись в Крым возглавил татарское областное отделение советской партийной школы. Читал лекции по обществоведению на областных курсах учителей. С 1925 по 1926 год сотрудник политпросвещения Наркомпроса. В 1925 году был назначен заведующим татарского педагогического техникума, где находился в должности в течение одного учебного года. Являлся членом ВКП(б).
С 1920-х годов публиковался в газетах и журналах полуострова. Автор статей, художественной прозы и пьес. Пьесы «Адиль яхут бинъден бири» («Адиль, или один из тисячи») и «Учь ёл» («Три пути») были поставлены Крымским государственным татарским театром в период с 1925 по 1927 год. Абилеву также принадлежат пьесы «Эльвида» («Прощай») и «Омюр баари» («Весна жизни»).
В 1928 году поступил в Ленинградский институт политпросвещения. Окончив институт, был назначен директором Крымского института специальных культур имени М. И. Калинина (1933—1934). С 1935 по 1938 год — исполняющий обязанности редактора в газете «Янъы дюнья» (Новый мир).
18 сентября 1937 года был арестован и обвинён в участии в контрреволюционной организации Милли фирка. 14 августа 1938 года Особое совещание при НКВД СССР осудило его на восемь лет исправительно-трудовых лагерей по 58-й статье.
Скончался в 1945 году в лагере. 18 июля 1957 года Крымский областной суд посмертно реабилитировал Абилева.

## Личная жизнь
Женат.